# المتشرد (فلم)
المتشرد (بالإنجليزية: The Tramp)، يعرف أيضا باسم (تشارلي المتشرد)، وهو فيلم كوميدي أمريكي صامت من عام 1915 تأليف وإخراج وبطولة تشارلي تشابلن، تم إنتاجه في استوديوهات إساناي. الفيلم أظهر بداية شخصية المتشرد أو الصعلوك الشخصية الأكثر شهرة في يومنا هذا، على الرغم من أن تشابلن لعب هذه الشخصية في أفلام سابقة.

## القصة
يبدأ الفيلم بمشهد المتشرد وهو يسير على الطريق، وينجو بأعجوبة من سيارتين. وفي أثناء بحثه عن ملجأ في مزرعة، يواجه مواقف فكاهية مختلفة، بما في ذلك متشرد يستبدل شطيرة له بطوبة. ويساعد المتشرد ابنة أحد المزارعين التي تتعرض للتحرش من قبل متشرد أخر. ومع تطور القصة ينخرط المتشرد بالعمل في المزرعة، ويتورط في مشاجرة مع عامل مزرعة، ويُفشل عملية سرقة مخطط لها. ومع ذلك، عندما يدرك أن ابنة المزارع على علاقة بالفعل، يقرر المتشرد المغادرة، تاركًا وراءه رسالة صادقة. وينتهي الفيلم بمشهد المتشرد وهو يبتعد وحيدًا على الطريق الذي جاء منه.

## طاقم التمثيل
- تشارلي تشابلن - المتشرد
- إدنا بيرفيانس - ابنة المزارع
- لويد بيكون - خطيب إدنا
- ليو وايت - اللص الأول
- باد جاميسون - اللص الثاني
- إرنست فان بيلت - مزارع
- بادي ماغواير - عامل المزرعة
- بيلي ارمسترونغ - وزير

## وصلات خارجية
- المتشرد على موقع IMDb (الإنجليزية)
- المتشرد على موقع الموسوعة البريطانية (الإنجليزية)
- المتشرد على موقع ألو سيني (الفرنسية)
- المتشرد على موقع أول موفي (الإنجليزية)
- المتشرد على موقع فيلمافينيتي (الإسبانية)
- المتشرد على موقع قاعدة بيانات الأفلام السويدية (السويدية)
- المتشرد على موقع قاعدة بيانات الفيلم (الإنجليزية)
- المتشرد على موقع ليتربوكسد (الإنجليزية)
- المتشرد على موقع كينوبويسك (الروسية)
- The Tramp على موقع أول موفي.
- المتشرد متوفر للتحميل المجاني على أرشيف الإنترنت
- "Progressive Silent Film List: The Tramp". Silent Era. مؤرشف من الأصل في 2019-04-22.
- The Tramp on يوتيوب